# Giulia
Giulia — рід грибів. Назва вперше опублікована 1904 року.

## Класифікація
До роду Giulia відносять 2 види:
- Giulia tenue
- Giulia tenuis